# Извоареле (Ливезиле)
Извоареле (рум. Izvoarele) насеље је у Румунији у округу Алба у општини Ливезиле. Општина се налази на надморској висини од 610 m.

## Становништво
Према подацима из 2011. године у насељу је живело 337 становника.